# Tetraibidion
Tetraibidion is een kevergeslacht uit de familie van de boktorren (Cerambycidae). De wetenschappelijke naam van het geslacht werd voor het eerst geldig gepubliceerd in 1967 door Martins.

## Soorten
Tetraibidion omvat de volgende soorten:
- Tetraibidion aurivillii (Gounelle, 1909)
- Tetraibidion concolor Martins, 2006
- Tetraibidion ephimerum Martins, 1967
- Tetraibidion sahlbergi (Aurivillius, 1899)